# Камерун на Светском првенству у атлетици на отвореном 2022.
Камерун је учествовао на 18. Светском првенству у атлетици на отвореном 2022. одржаном у Јуџину  од 15. до 25. јула, осамнаести пут, односно учествовао је на свим првенствима одржаним до данас. Репрезентацију Камеруна представљао је 1 такмичар који се такмичио у трци на 200 метара. , 
На овом првенству такмичар Камеруна није освојио ниједну медаљу нити је остварио неки резултат јер није ни стартовао.

## Учесници
Мушкарци:
- Емануел Есеме — 200 м

## Резултати

### Мушкарци
| Атлетичар     | Дисциплина | Лични рекорд | Квалификације  | Квалификације  | Полуфинале           | Полуфинале           | Финале               | Финале               | Детаљи |
| Атлетичар     | Дисциплина | Лични рекорд | Резултат       | Место          | Резултат             | Место                | Резултат             | Место                | Детаљи |
| ------------- | ---------- | ------------ | -------------- | -------------- | -------------------- | -------------------- | -------------------- | -------------------- | ------ |
| Емануел Есеме | 200 м      | 20,31 НР     | Није стартовао | Није стартовао | Није се квалификовао | Није се квалификовао | Није се квалификовао | Није се квалификовао |        |